# Distretto di Qorako'l
Il distretto di Qorako`l (usbeco Qorаko`l tumani) è uno degli 11 distretti della Regione di Bukhara, in Uzbekistan. Il capoluogo è Qorako'l.
| Controllo di autorità | VIAF (EN) 80147663065460551859 |